# Estandarte del monarca británico
El estandarte del monarca británico, denominado en inglés Royal Standard («estandarte real») es, como en el caso de otros monarcas y jefes de Estado, su enseña o bandera personal. Algunos países pertenecientes a la Mancomunidad de Naciones que han mantenido al monarca británico como jefe de Estado han adoptado sus propios estandartes reales. 
En el Reino Unido, además del monarca, otros miembros de la familia real poseen estandartes propios que son, salvo en el caso de los consortes, variantes del estandarte real que incorporan unos símbolos heráldicos llamados lambeles. Los lambeles son de tres pies en el caso de los hijos del monarca y de cinco en el caso de los nietos en el momento de la creación de su enseña propia (salvo el heredero del príncipe de Gales que también emplea uno de tres).
El estandarte real jamás es izado a media asta tras la muerte del soberano, porque hay siempre un monarca reinante en el Reino Unido, ya que la sucesión es automática.

## Reino Unido

### Estandarte real usado en Inglaterra, Gales, Irlanda del Norte y fuera del Reino Unido
El estandarte real que emplea el monarca británico en Inglaterra, Gales, Irlanda del Norte y fuera del país como jefe de Estado del Reino Unido consiste en una bandera dividida en cuatro cuadrantes: En el primer y cuatro cuadrante figuran los elementos del blasón de Inglaterra, tres leones pasantes de oro (amarillos) sobre un fondo de gules (rojo). En el segundo, que representa a Escocia, puede observarse un león rampante de gules dentro de un doble trechor con flores heráldicas, sobre un fondo de oro. En el tercer cuadrante, por Irlanda (del Norte), aparece representada el arpa real de Tara de oro sobre un fondo azur (azul).

### Estandarte real usado en Escocia
En Escocia, el monarca británico usa un estandarte compuesto por los mismos elementos del estandarte empleado en Inglaterra, Gales e Irlanda del Norte pero se altera el orden de los cuarteles para dar preferencia al escocés, que aparece de esta forma en el primero y el cuarto.

## Australia
El estandarte real usado en Australia recoge los elementos que figuran en el escudo de dicho país, es decir, los blasones de los seis estados que componen la Mancomunidad Australiana: Nueva Gales del Sur, Victoria, Queensland, Australia Meridional, Australia Occidental y Tasmania. Estos blasones están rodeados en el borde exterior por una franja con los colores del armiño heráldico.
Sobre los elementos de los blasones mencionados, en el estandarte real australiano, aparece representada una estrella de siete puntas con un círculo de azur en el que figuran la inicial del monarca reinante, la corona real inglesa (conocida como Corona de San Eduardo) y una guirnalda de oro compuesta de rosas de lo mismo.

## Canadá
El estandarte real en Canadá está compuesto por las cinco divisiones que componen el blasón canadiense: En la primera división figuran los elementos del blasón de Inglaterra, tres leones pasantes de oro sobre un fondo de gules. En la segunda, que representa a Escocia, puede observarse un león rampante dentro de una bordura doble con flores de lis, sobre un fondo de oro. En la tercera, por Irlanda del Norte, aparece representada un arpa de oro sobre un fondo azur. En la cuarta, figuran tres flores de lis de oro sobre un fondo de azur, símbolo del antiguo Reino de Francia. En la quinta división, sobre un fondo de plata, figuran tres hojas rojas de arce que es el símbolo propio de Canadá. 
Sobre las divisiones del escudo, en el estandarte real canadiense, aparece representado un círculo de color azul en el que figuran la inicial del monarca reinante, la corona real inglesa (conocida como Corona de San Eduardo) y una guirnalda amarilla o dorada compuesta de rosas.

## Jamaica
En Jamaica, el estandarte real está compuesto por los elementos del blasón de su escudo nacional: Un fondo de plata con una cruz de gules, la Cruz de San Jorge que fue adoptada de la bandera de Inglaterra. En la cruz aparecen representadas cuatro piñas de oro.
Sobre los elementos que componen el escudo nacional, en el estandarte real jamaicano, aparece representado un círculo de color azul en el que figuran la inicial del monarca reinante, la corona real inglesa (conocida como Corona de San Eduardo) y una guirnalda de oro compuesta de rosas.

## Nueva Zelanda
En Nueva Zelanda, el estandarte real está compuesto por los mismos elementos que su escudo nacional. Está dividido en cuatro cuarteles separados por una franja vertical de plata (blanco) que contiene dos barcos de sable (negro). En el primer cuartel, de azur aparece representada, con cuatro estrellas de gules la constelación de la Cruz del Sur; en el segundo cuartel, de gules, figura un vellocino de oro; en el tercero, también de gules, un manojo de trigo de oro; y en el cuarto, de azur, dos martillos cruzados de oro.
En la parte central del estandarte real neozelandés se añaden, a los colores y figuras del escudo nacional, el círculo azul ya mencionado y los elementos que le acompañan.

## Otros Estados de la Mancomunidad de Naciones
En aquellos Estados de la Mancomunidad que no tienen al monarca británico como jefe de Estado o, que en caso de serlo, no disponen de un estandarte real propio, se emplea un paño de color azul y forma cuadrada en el que figuran la inicial del monarca reinante, la corona real inglesa (conocida como Corona de San Eduardo) y una guirnalda amarilla o dorada compuesta de rosas.

## Históricos
|                                         |
| Estandarte real de Irlanda (1542-1801). |

|                                                    |
| Estandarte real de Isabel II en Malta (1967-1974). |

|                                                       |
| Estandarte real de Isabel II en Mauricio (1968-1992). |

|                                                                |
| Estandarte real de Isabel II en Trinidad y Tobago (1966-1976). |

|                                                           |
| Estandarte real de Isabel II en Sierra Leona (1961-1971). |

|                                                       |
| Estandarte real de Isabel II en Barbados (1966-2021). |

|                                                                                      |
| Estandarte de Isabel II en los Estados de la Mancomunidad sin uno propio (1961-2022) |

## Variantes del estandarte real del Reino Unido
Los miembros de la Casa Real británica que poseen enseñas personales, variantes del estandarte real del Reino Unido, son los siguientes:
| Estandarte | Miembro de la Casa Real                  | Diferencias |
| ---------- | ---------------------------------------- | --- |
|            | El príncipe Guillermo, príncipe de Gales | Lambel de tres pies. Sobre el todo escusón con el escudo de Gales, timbrado con la corona de su título.                                          |
|            | El príncipe Andrés, duque de York        | Lambel de tres pies, el central cargado con un ancla de azur (color azul).                                                                       |
|            | El príncipe Eduardo, duque de Edimburgo  | Lambel de tres pies, el central cargado con la rosa Tudor o inglesa, una rosa heráldica de gules (color rojo) y de argén o plata (color blanco). |
|            | La princesa Ana, princesa real           | Lambel de tres pies, el central cargado con un corazón de gules y los exteriores con la Cruz de San Jorge                                        |
|            | El príncipe Enrique, duque de Sussex     | Lambel de cinco pies, el central y los exteriores cargados con una venera de gules.                                                              |
|            | La princesa Beatriz                      | Lambel de cinco pies, el central y los exteriores cargados con una abeja de oro y de sable (amarilla y negra).                                   |
|            | La princesa Eugenia                      | Lambel de cinco pies, el central y los exteriores cargados con una flor de cardo de azur y de sinople (verde), hojada de lo mismo.               |
|            | El príncipe Ricardo, duque de Gloucester | Lambel de cinco pies, el central y los exteriores cargados con la cruz de san Jorge, los restantes con un león heráldico pasante de gules.       |
|            | El príncipe Eduardo, duque de Kent       | Lambel de cinco pies, el central y los exteriores con un ancla de azur, los restantes con la cruz de san Jorge.                                  |
|            | El príncipe Miguel                       | Lambel de cinco pies, el central y los exteriores cargados con la cruz de san Jorge, los restantes con un ancla de azur.                         |
|            | La princesa Alejandra, lady Ogilvy       | Lambel de cinco pies, el central cargado con la cruz de san Jorge, los exteriores con corazones de gules y los centrales con anclas de azur.     |

Existe una variante del estandarte real que es utilizada por los miembros de la Familia Real a los que no se les ha concedido un estandarte personal.
| Estandarte | Uso                                                | Diferencias                                                          |
| ---------- | -------------------------------------------------- | -------------------------------------------------------------------- |
|            | Miembros de la Familia Real sin estandarte propio. | Bordura exterior en la que aparece representado el armiño heráldico. |

### Variantes usadas por el consorte real
Las reinas consortes reúnen en sus enseñas personales los elementos del estandarte real del Reino Unido con sus armas paternas o familiares.
Los príncipes consortes usan estandartes diferentes. El príncipe Alberto, consorte de la reina Victoria, poseía un estandarte compuesto de los elementos del estandarte real (diferenciados por un lambel) cuartelado con sus armas personales (de Sajonia). El príncipe Felipe de Edimburgo, consorte de la reina Isabel II, poseía un estandarte compuesto únicamente por sus armas personales.
| Estandarte | Titular                                                   | Detalles |
| ---------- | --------------------------------------------------------- | --- |
|            | La reina Camila Consorte de Carlos III (2022-)            | El estandarte real junto a las armas de su padre, el mayor Bruce Shand. |
|            | El duque de Edimburgo Consorte de Isabel II (1948 - 2021) | Bandera cuarteada con las armas familiares del duque: Dinamarca, Grecia y Mountbatten junto a las de la ciudad de la que ostentaba el título.                                  |
|            | La reina Isabel Consorte de Jorge VI (1936 - 2002)        | El estandarte real junto a sus armas de su padre, Claude Bowes-Lyon, conde de Strathmore y Kinghorne.                                                                          |
|            | La reina María Consorte de Jorge V (1910 – 1953).         | El estandarte real junto a las armas cuarteladas de su abuelo paterno, el duque Jorge de Cambridge, con las de su padre, el duque Francisco de Teck.                           |
|            | La reina Alejandra Consorte de Eduardo VII (1901 – 1928)  | El estandarte real junto sus armas paternas, las armas reales de Dinamarca. |
|            | El príncipe Alberto Consorte de Victoria I (1840 - 1861)  | Bandera cuartelada con las armas reales cubiertas por un lambel a tres pendientes en argén, cargado con una cruz de gules en el pendiente central, y con las armas de Sajonia. |
|            | La reina Adelaida Consorte de Guillermo IV (1830 - 1849)  | El estandarte real de 1816 a 1837 con las armas de su padre, el duque Jorge I de Sajonia-Meiningen.                                                                            |
|            | La reina Carlota Consorte de Jorge III (1761-1818)        | El estandarte real de 1816 a 1837 con las armas de su padre, el duque Carlos Luis Federico de Mecklemburgo-Strelitz.                                                           |

## Estandartes del príncipe de Gales
El heredero de la corona posee otros estandartes empleados en  Gales, Escocia y como titular de los ducados de Cornualles y de Rothesay.
| Estandarte | Uso                                                           | Descripción |
| ---------- | ------------------------------------------------------------- | --- |
|            | Estandarte usado en Gales.                                    | Bandera dividida en cuatro cuarteles con cuatro leones pasantes (uno en cada cuartel). El primer y el tercer cuartel de oro y el segundo y cuatro de gules. En el primer y cuarto cuartel el león es de gules y en el segundo y tercero, de oro, todos ellos armados de azur. Sobre el todo, en un escusón de sinople (verde), la corona del príncipe de Gales. |
|            | Estandarte usado en Escocia.                                  | El estandarte real de Escocia diferenciado con un lambel de tres pies de azur (azul). |
|            | Estandarte usado como duque de Rothesay y señor de las Islas. | Bandera dividida en cuatro cuarteles, en el primero y en el cuarto, de oro (amarillo), una faja ajedrezada de azur y de plata; en el segundo y tercer, de plata, un barco de sable. Sobre el todo las armas reales de Escocia diferenciadas con un lambel de tres pies de azur.                                                                                 |
|            | Estandarte usado como duque de Cornualles                     | Una bandera de sable (negro) con quince bezantes de oro colocados cinco, cuatro, tres, dos y uno. |

## Variantes del estandarte real en Escocia
Los hijos del monarca reinante tienen el privilegio de utilizar en Escocia la variante del Estandarte Real usada en este territorio, diferenciada con los mismos elementos que figuran en sus estandartes antes mencionados. El príncipe Guillermo, que también contaba con su propia variante al haber recibido el título escocés de conde de Strathearn, actualmente usa el estandarte de heredero del trono de Escocia o el de duque de Rothesay y de señor de las Islas.
| Estandarte | Uso                                                     | Descripción |
| ---------- | ------------------------------------------------------- | --- |
|            | El príncipe Guillermo, conde de Strathearn (en desuso). | El estandarte real en Escocia diferenciado con un lambel de tres pies de plata, con una vieira de gules en el medio.                                                      |
|            | El príncipe Andrés, conde de Inverness.                 | El estandarte real en Escocia, diferenciado con un lambel de tres pies de plata, con un ancla de azur en el medio.                                                        |
|            | El príncipe Eduardo, duque de Edimburgo                 | El estandarte real en Escocia, diferenciado con un lambel de tres pies de plata, con una rosa tudor en el medio.                                                          |
|            | La princesa Ana, princesa real.                         | El estandarte real en Escocia diferenciado con un lambel de tres pies de plata, con un corazón de gules en el medio y una cruz de san Jorge en cada uno de los restantes. |

## Variantes del estandarte real en Canadá
Con motivo de la visita oficial que Guillermo y Catalina, duques de Cambridge, efectuaron a Canadá en 2011, las autoridades de aquel país decidieron adoptar, como sucede en el Reino Unido, variantes del estandarte real canadiense destinadas a los miembros de la Familia Real. 
| Estandarte | Titular                                            | Diferencias |
| ---------- | -------------------------------------------------- | --- |
|            | El príncipe Guillermo, príncipe de Gales.          | Lambel de tres pies. Sobre las divisiones del estandarte un círculo de color azul en el que figura la divisa utilizada por el príncipe de Gales (una corona abierta con los mismos florones que la Corona de San Eduardo, tres plumas de avestruz y el lema "Ich dien" que significa "Yo sirvo"), la divisa rodeada por una guirnalda amarilla o dorada compuesta de hojas de arce, propias de Canadá.  |
|            | El príncipe Andrés, duque de York.                 | Lambel de tres pies, el central cargado con un ancla de azur. Sobre las divisiones, un círculo de color azul en el que figura la inicial de su nombre "A" (Andrew) situada bajo la representación heráldica de la corona asociada a su título. La inicial y la corona se encuentran rodeadas por una guirnalda amarilla o dorada compuesta de hojas de arce, propias de Canadá.                         |
|            | El príncipe Eduardo, duque de Edimburgo.           | Lambel de tres pies, el central cargado con la Rosa Tudor o Inglesa. Sobre las divisiones, un círculo de color azul en el que figura la inicial de su nombre "E" (Edward) situada bajo la representación heráldica de la corona asociada a su título. La inicial y la corona se encuentran rodeadas por una guirnalda amarilla o dorada compuesta de hojas de arce.                                     |
|            | La princesa Ana, princesa real.                    | Lambel de tres pies, el central cargado con un corazón de gules y los exteriores con la Cruz de San Jorge. Sobre las divisiones, un círculo de color azul en el que figura la inicial de su nombre "A" (Anne) situada bajo la representación heráldica de la corona asociada a su título. La inicial y la corona se encuentran rodeadas por una guirnalda amarilla o dorada compuesta de hojas de arce. |
|            | Miembros de la Familia Real sin estandarte propio. | Bordura exterior en la que aparece representado el armiño heráldico. |